# جيش الخلاص (فلم)
جيش الخلاص هو فيلم درامي صدر عام 2013 من إخراج عبد الله الطايع .
يتناول الفيلم الأقليات الجنسية والجندرية في المغرب. استلهم المخرج فكرته من كتابه الذي يحمل نفس الاسم والذي نشر في عام 2006. تم ترشيح فيلم جيش الخلاص للجائزة الكبرى في مهرجان طنجة السينمائي في عام 2014، على الرغم من بعض الضغوط من الحزب السياسي الإسلامي في المغرب. في مقابلة أجريت معه عام 2006، ذكر عبد الله الطايع أنه كان يحاول استخدام فيلمه لإظهار الصمت الخانق المفروض في المغرب من أجل إضفاء طابع موضوعي على قصته واستهداف أكبر قدر ممكن من الجمهور، وليس فقط المثليين.
تدور أحداث فيلم جيش الخلاص في المغرب وسويسرا، ويحكي عن الحياة اليومية لعبد الله (يلعب دوره سعيد المريني) البالغ من العمر 15 عامًا. يمكن اعتبار القصة بمثابة السيرة الذاتية للمؤلف، حيث تشرح بالتفاصيل كيف كافح من أجل البقاء على قيد الحياة مع حياته الجنسية في المغرب عندما كان صغيرا.
يعد المغرب أحد الدول التي تعتبر العلاقات المثلية غير قانونية ويعاقب عليها القانون. من خلال هذا الفيلم، تمكنت طايع من إظهار كيف يكون الأمر بالنسبة لشخص مثلي الجنس في العالم العربي وكيف يكون الأمر بالنسبة لشخص مثلي الجنس العربي في العالم الغربي. في أحد مشاهد الفيلم، يحاول الجدال بين عبد الله وحبيبته الإشارة إلى أن المهاجرين في أوروبا لا يطلبون بالضرورة النجدة من الأوروبيين. إذا لم يغيروا وجهة نظرهم بشأن المهاجرين، فإنهم سيظلون محصورين في صور نمطية التي ستؤدي إلى المزيد من سوء الفهم والعنصرية.

## ملخص
عبد الله هو مراهق مغربي يبلغ من العمر 15 عامًا ويعيش في الدار البيضاء مع عائلته المكونة من ثمانية أفراد. يحاول أن يفهم توجهه الجنسي في عالم يعتبر فيه هذا الموضوع من المحرمات. طوال الفيلم، يقضي عبد الله لحظات حميمة مع رجال أكبر سناً سراً (في موقع بناء).
الشخصية الرئيسية معجبة بأخيها الأكبر " سليمان "إلى الحد الذي يمكن اعتباره سفاح القربى ." ينام في ملاءاتها، يشم ملابسها الداخلية ويراقبها بعد الاستحمام. سليمان رجل وسيم ويحظى باحترام جميع أفراد العائلة. ويتحدث اللغة الفرنسية في أغلب الأحيان، وهي اللغة التي يقول عنها عبدالله إنها لغة الأغنياء.
ذات يوم، يأخذ سليمان عبد الله وأخيه الصغير في رحلة. وكان لديهم محادثة حول أهمية تعلم اللغة الفرنسية لمغادرة المغرب. ثم يذهب سليمان لإغواء نادلة ويتخلى عن إخوته. يتصل عبدالله بأمه ويخبرها عن تصرفات أخيه الأكبر ويطلب منها الحصول على تعويذة جديدة مختلفة لأن التعويذة الأولى لم تنجح في إبقاء إخوتهم معهم. وبعد مرور عشر سنوات، تم قبول عبد الله في إحدى الجامعات في سويسرا حيث يقوم صديقه بالتدريس هناك. وعند وصوله، فوجئ بمفاجأة غير سارة عندما علم أنه لن يتمكن من الحصول على منحته الدراسية لمدة شهر آخر. يواجهه صديقه، ويصفه بالعاهرة والمتطفل لأنه تركه.
تتكون الدقائق الأخيرة من الفيلم من عبد الله، الذي وجد سكنًا في جيش الخلاص، وهو يتقاسم برتقالة مع زميله المغربي من مكناس وكلاهما يغني الأغنية الشهيرة "أنا لك على طول" ("أنا لك على طول "). انا لك دائما ") بقلم عبد الحليم حافظ .

## الورقة الفنية
- العنوان الأصلي : جيش الخلاص
- تحقيق : عبد الله الطايع
- سيناريو :عبد الله الطايع، استنادًا إلى روايته التي تحمل نفس الاسم
- ديكورات : مليكة شكري
- الأزياء :سعد غازي
- التصوير الفوتوغرافي : أغنيس غودار
- ها :هنري مايكوف، فاني مارتن وكريستوف فينجترينير
- حَشد : فرانسواز تورمان
- إنتاج : هيوز شاربونو، ماري أنج لوتشياني وفيليب مارتن
- شركات الإنتاج : أفلام بيير وLes Films Pelléas ؛ إنتاجات ريتا (إنتاج مشترك) ؛ كوفينوفا 8 (جمعية)
- شركة توزيع : أفلام ريزو
- بلد المنشأ :  فرنسا  سويسرا و  المغرب
- اللغات الأصلية : الفرنسية والعربية المغربية
- شكل : لون
- جنس : دراما
- مدة : 84 دقيقة
- تواريخ الإصدار :
  - إيطاليا :3 septembre 2013
  - فرنسا :7 mai 2014
  - سويسرا الناطقة بالفرنسية :5 juin 2014

## المواضيع
يتناول الفيلم العديد من المواضيع، التي تتواجد للمرة الأولى، وبشكل واضح في فيلم مغربي. يمكن تقسيم هذا الفيلم الذي يشبه السيرة الذاتية إلى ثلاثة أجزاء، ويحتوي كل جزء على موضوع واحد أو أكثر :القمع الجنسي ، وزنا المحارم ، والاعتداء الجنسي على الأطفال ، وعدم الموافقة، والسياحة الجنسية والهجرة.

### الجنس المكبوت
الصورة الأولى في الفيلم، عبد الله يمشي أمام طنجرة ضغط تبدو وكأنها على وشك الانفجار، ويرحب بالجمهور. يرمز هذا الطبق إلى مدى تغلغل الإحباط الجنسي لدى بطل الرواية الشاب في حياته اليومية ويُعتبر جزءًا لا يتجزأ من حياته. يقدم الطايع عبد الله كشخص مجسد، منعزل ومضطهد داخل الأنظمة النمطية المغايرة جنسياً للأسرة المغربية والثقافة الريفية. هذه الجنسية المكبوتة ممثلة في عدة مشاهد في الجزء الأول من الفيلم، على سبيل المثال، في طنجة ، بعد أن أمضى لحظة حميمة مع رجل، ذهب عبد الله ليغتسل في الحمام ، تظهره الكاميرا ملتفًا على الأرض، بينما يسكب رجل الماء على رأسه.

### رغبات غامضة
هناك مشاهد طوال الفيلم تثير حيرة المشاهدين حول مشاعر عبد الله تجاه شقيقه الأكبر سليمان. إنه يرقد في سريره، يستنشق رائحة الأغطية بشكل حسي، يشم ملابسه الداخلية وينظر إليه باستمرار بشوق. عبد الله في الواقع غير متأكد ومنزعج بشأن مشاعره تجاه سليمان. وفقًا لهايون، فإن هذه الإيماءات اللمسية جنسية للغاية، لكنها تُظهر أيضًا رغبة عبد الله في إقامة اتصال تعبيري وعاطفي مع أخيه يتجاوز الحدود المثيرة ويربط الجنس بمشاعر الحب العاطفي. تتكرر هذه الفكرة في مشهد يأخذ فيه عبد الله زوجًا من الملابس الداخلية لسليمان.

### الاعتداء الجنسي على الأطفال وعدم الموافقة
لقد عاش عبدالله لحظات حميمية في حيه مع رجال أكبر سناً، بينما كان على وشك القيام أو بدأ القيام بالأعمال المنزلية التي تعتبر من عادة الرجال، مثل الذهاب إلى السوق مع والده لشراء الخضار. على الرغم من أن عبد الله لم يرفض أبدًا تقدمات هؤلاء الرجال، إلا أنه لم يوافق أيضًا أبدًا. نراهم فقط يمسكون بيده ويأخذونه إلى موقع بناء بعيدًا عن أي شهود. يصور طايع عبد الله كشخص مجسد لا ينظر إلى جسده كشيء للآخرين فحسب، بل يشعر أيضًا بالغربة بسبب الاستغلال الجنسي والتحويل إلى شيء من قبل العديد من الرجال في القرية. تظهر مشاعر الغربة التي يشعر بها عبد الله على جسده ومن خلاله، حيث ينظر إلى الأرض باستسلام قبل أن يتبع الرجل الأكبر سناً في النهاية. استخدمت تايا زوايا الكاميرا التي فصلت المشاهدين عما كان يحدث على الشاشة.

### السياحة الجنسية
ويظهر هذا الموضوع في الجزأين الثاني والثالث من الفيلم، بعد رحلة الأخوين. وبعد مرور عشر سنوات، ننتقل إلى حيث يعيش عبد الله في أزمور، وهي مدينة مغربية، مع حبيبته جان، الأستاذة السويسرية. بعد الإفطار، يخرجان في نزهة ويقرران القيام بجولة على متن فلوكة صغيرة. الشاب الذي يمارس رياضة التجديف لا يُبدي اندهاشًا من العلاقة بين الرجلين، لكنه يسعى إلى تحقيق بعض الربح من خلال تهديد عبد الله بالقتل إن لم يدفع له أجرة أعلى. ويستند هذا الابتزاز إلى نفس الواقع الاقتصادي الذي تقوم عليه ديناميكيات القوة في العلاقات بين الرجال الغربيين والمغاربة. يرفض المبتز فكرة وجود علاقة حقيقية بين جان وعبد الله، ويعرضها بدلاً من ذلك كصفقة رأسمالية يمكن أن يستفيد منها.
في الجزء الثالث من الفيلم، يصف جان عبد الله بأنه انتهازي ومتسلق اجتماعي، وذلك بعد أن فوجئ برؤيته في سويسرا. ويُظهر جان بوضوح افتقارًا عميقًا لفهم التجربة الحياتية لعبد الله كرجل مثلي الجنس يعيش في مجتمع معادٍ للمثليين. ويعكس هذا الموقف الأيديولوجية السائدة التي تفترض أن الشباب (وكذلك النساء) من البلدان النامية يستغلون العلاقات الرومانسية للهروب من أوطانهم وتأمين موطئ قدم في الغرب. يرفض عبد الله هذه الخطابات الاختزالية ويستعيد السيطرة على هويته، ويرفض الاستغلال الجنسي الغربي وكذلك عشيقته السويسرية السابقة.

### الهجرة
كما ذُكر سابقًا، في الجزء الثالث من الفيلم، ينتقل عبد الله إلى سويسرا هربًا من نفاق المجتمع المغربي، ساعيًا إلى الحرية في أن يعيش كرجل مثلي الجنس دون أحكام مسبقة أو تمييز. وفي الجزء الختامي من الفيلم، تُوجَّه انتقادات حادة إلى الثقافة المغربية السائدة، لرفضها الاعتراف بوجود المثلية ضمن نسيجها الاجتماعي، ولإنكارها الحق في أساليب ذاتية مختلفة للوجود في هذا العالم. يستخدم تايا الموارد المتاحة له لتأمين حريته في الغرب، لكنه اختار أيضًا أن يجعل من حريته منصة لنقل صوت الآخرين، من خلال تسليط الضوء على معاناة الرجال (والنساء) المثليين الذين عرّفوا أنفسهم كمثليين جنسيًا في أجزاء من العالم لا تزال تجرّم وجودهم وتقصيهم عن الفضاء العام.

## شديد الأهمية
تعرّض فيلم جيش الخلاص لانتقادات واسعة في المغرب من قِبل عدة جهات. ففي فترة اختيار الممثلين، نشرت صحيفة هسبريس مقالًا بعنوان: “كاتب مثلي يستعين بأطفال مغاربة لصنع فيلم عن المثلية الجنسية”. وقد وُصفت القصة في هذا المقال بأنها “استفزازية”، إذ بدا أن مجرد التعبير عن التوجه الجنسي يُعد أمرًا يثير الغضب والاستياء في السياق الثقافي والاجتماعي المغربي.
بل إن المقال ذكر أن عبد الله الطايع كان من المقرر أن يلقي محاضرة في جامعة الجديدة ، إلا أنها ألغيت بسبب غضب الأساتذة والطلبة الذين وصفوا موضوعه بأنه دعوة للفحش والانحراف.
بشكل عام، ورغم أن موضوع المثلية الجنسية لا يزال من المحرمات في المغرب، فإن فيلم جيش الخلاص ساهم في تغيير وجهة نظر العديد من المغاربة الذين لم يكونوا على دراية بمعاناة ونضالات الأشخاص المثليين، سواء في العالم العربي بشكل خاص أو في العالم بأسره. فقد فتح الفيلم نافذة للتأمل والنقاش حول قضايا الهوية، والحرية الفردية، والاعتراف بالآخر المختلف.

## توزيع
- سعيد المريني :عبدالله، شاب
- كريم آيت محند :عبدالله، بالغ
- أمين الناجي :سليمان
- فريدريك لاندنبرغ :جان، الأكاديمي في جنيف
- حمزة السلاوي :مصطفى
- مليكة الحموي :الأم
- عبد الله صويلح :الأب

## التميزات
- بريميرز يخطط لمهرجان في أنجيه 2014 :جائزة لجنة التحكيم الكبرى (فيلم روائي فرنسي)
- مهرجان ديربان السينمائي الدولي 2014 :أفضل فيلم روائي طويل أول
- مهرجان جنيف لجميع الشاشات 2013 : تنويه خاص من لجنة التحكيم

## الملاحظات والمراجع
1. 1 2 3 4 5 6  مذكور في: تفريغات بيانات Freebase. الناشر: جوجل.
2. ↑  Kaya Davies Hayon. The Embodiment of Subjectivity in Contemporary Maghrebi and French Cinemas (PDF) (بالإنجليزية). p. 207. Archived from the original (PDF) on 2022-08-21..
3. ↑  Kaya Davies Hayon. The Embodiment of Subjectivity in Contemporary Maghrebi and French Cinemas (PDF) (بالإنجليزية). p. 209. Archived from the original (PDF) on 2022-08-21..
4. ↑  Kaya Davies Hayon. The Embodiment of Subjectivity in Contemporary Maghrebi and French Cinemas (PDF) (بالإنجليزية). p. 211. Archived from the original (PDF) on 2022-08-21..
5. ↑  Kaya Davies Hayon. The Embodiment of Subjectivity in Contemporary Maghrebi and French Cinemas (PDF) (بالإنجليزية). p. 215-216. Archived from the original (PDF) on 2022-08-21..
6. ↑  Kaya Davies Hayon. The Embodiment of Subjectivity in Contemporary Maghrebi and French Cinemas (PDF) (بالإنجليزية). p. 216-217. Archived from the original (PDF) on 2022-08-21..
7. ↑  Kaya Davies Hayon. The Embodiment of Subjectivity in Contemporary Maghrebi and French Cinemas (PDF) (بالإنجليزية). p. 217. Archived from the original (PDF) on 2022-08-21..
8. ↑  A. M. Gibran (21 mai 2012). "كاتب مثلي يستعين بأطفال مغاربة لتصوير فيلم حول الشذوذ الجنسي". Hespress. مؤرشف من الأصل في 2023-04-22. {{استشهاد بدورية محكمة}}: تحقق من التاريخ في: |تاريخ= (مساعدة).

### فهرس
- Foerster، Maxime (15 نوفمبر 2018). "Découverte de la sexualité dans Le Pain nu de Mohamed Choukri et L'Armée du salut d'Abdellah Taïa". Revue d’histoire de l’enfance « irrégulière » ع. 20: 105–122. DOI:10.4000/rhei.4570. ISSN:1287-2431. مؤرشف من الأصل في 2024-05-26. اطلع عليه بتاريخ 2022-08-21.
- A. M. Gibran (21 mai 2012). "كاتب مثلي يستعين بأطفال مغاربة لتصوير فيلم حول الشذوذ الجنسي". Hespress. مؤرشف من الأصل في 2023-04-22. {{استشهاد بدورية محكمة}}: تحقق من التاريخ في: |تاريخ= (مساعدة)
- Kaya Davies Hayon. The Embodiment of Subjectivity in Contemporary Maghrebi and French Cinemas (PDF) (بالإنجليزية). p. 211-217. Archived from the original (PDF) on 2022-08-21..
- Knegt, Peter (23 Sep 2013). "Que(e)ries: 'Salvation Army' Director Abdellah Taia On The Challenges of Making a Queer Moroccan Film". IndieWire (بالإنجليزية). Archived from the original on 2023-04-23. Retrieved 2022-08-21.
- V. Orlando (2014). "Abdellah Taïa, director. L'Armée du Salut (Salvation Army)". African Studies Review (بالإنجليزية). 57 numéro=2: 245–250. DOI:10.1017/asr.2014.80.
- Siham Bouamer; Denis M. Provencher (2021). Abdellah Taïa’s Queer Migrations (بالإنجليزية). Lexington Books..

### روابط خارجية
قالب:Liens
- Dossier de presse L'Armée du salut